# Allorhogas ingavera
Allorhogas ingavera är en stekelart som beskrevs av Marsh 2002. Allorhogas ingavera ingår i släktet Allorhogas och familjen bracksteklar. Inga underarter finns listade i Catalogue of Life.